# Лунгомаре ди Сабаудија (Латина)
Лунгомаре ди Сабаудија је насеље у Италији у округу Латина, региону Лацио.
Према процени из 2011. у насељу је живело 56 становника. Насеље се налази на надморској висини од 15 м.